# Henri Chammartin
Henri Chammartin, né le 30 juillet 1918 à Chavannes-sous-Orsonnens et mort le 30 mai 2011 à Berne,, est un dresseur d'équidés suisse.

## Palmarès

### Jeux olympiques
- Jeux olympiques d'été de 1952 à Helsinki :
  -  Médaille d'argent en dressage par équipe
- Jeux olympiques d'été de 1956 à Stockholm :
  -  Médaille de bronze en dressage par équipe
- Jeux olympiques d'été de 1964 à Tokyo :
  -  Médaille d'or en dressage individuel
  -  Médaille d'argent en dressage par équipe
- Jeux olympiques d'été de 1968 à Mexico :
  -  Médaille de bronze en dressage par équipe